# Sanctuaire Sainte-Anne de Metairie
Pour les articles homonymes, voir sanctuaire Sainte-Anne.
Ne doit pas être confondu avec sanctuaire Sainte-Anne de La Nouvelle-Orléans.
Le sanctuaire Sainte-Anne est une église située à Metairie dans l’État de Louisiane aux États-Unis, que l’Église catholique rattache en tant qu’église paroissiale à l’archidiocèse de La Nouvelle-Orléans. Il est désigné « sanctuaire national » en mars 1973, et la Conférence des évêques catholiques des États-Unis semble l’accepter comme tel selon la définition actuelle, suivant le point 1 de ses Normes. Il est consacré à sainte Anne, et administré en tant qu’association (EIN (en) 720718917).

## Historique
La paroisse est créée en 1971 sous le nom de paroisse Saint-Ambroise (dédiée à saint Ambroise). Elle est renommée et désignée « sanctuaire national » en mars 1973 par l’archevêque Philip Hannan (en), après la fermeture de la paroisse Sainte-Anne de La Nouvelle-Orléans (qui administrait un sanctuaire Sainte-Anne).
L’église est abimée au passage de l’ouragan Katrina en 2005, et a alors été aidée par une paroisse de Mount Prospect dans l’Illinois. Le toit est réparé en 2021-2021.